# Læstadiusgymnasiet

Laestadiusskolan i Pajala består av ett ungdomsgymnasium och Komvux. Gymnasieskolan har nio nationella program. Den ingår i Lapplands gymnasium.